# Las DiVas
Las DiVas was een Surinaamse meidengroep. De groep trad op van 2014 tot circa 2017 en bestond uit vijf zangeressen.

## Achtergrond
Las DiVas werd in mei 2014 opgericht door Conchita Berggraaf. Aanvankelijk bestond de groep uit de vier zangeressen Danitsia Sahadewsing, Dorothy Jap-Sam, Janice van Klaveren en Stephanie Rasmali-Nunes. In december 2014 voegde zich Naomi Pikientio toe tot de groep. Pikientio eindigde in 2008 al eens derde tijdens de Youth Voice, Sahadewsing maakte deel uit van The Suri All StarZz en Van Klaveren zong ervoor in Ed & Friends en The Kasimex Houseband.
Las DiVas brachten in februari 2016 hun eerste single uit, getiteld Hypnotized. Tweeënhalf jaar lang, tot oktober 2016, was Desire de begeleidingsband; Berggraaf trad eind 2013 al eens met Desire op in Nederland. Voor Las DiVas schreef Berggraaf ook muziek.
De meidengroep werd in 2016 uitgeroepen tot Beste allround band tijdens de Summer Awards en bleef bestaan tot circa 2017.